# Баркер, Мэтью Генри
Мэтью Генри Баркер (англ. Matthew Henry Barker; 1790—1846) — английский писатель
, журналист, прозаик и редактор; более известен под псевдонимом «The old Sailor» (букв. «Старый моряк»).

## Биография
Мэтью Генри Баркер родился в 1790 году в Дептфорде. Посвятив себя на 16 году морскому делу, он поступил затем в королевскую морскую службу и уже в 1813 году командовал военной шкуной «True Briton». 
По окончании Наполеоновских войн, Баркер отправился в Демарару в Гвиане, где стал издавать «Demarara Gazette». 
Вернувшись в Лондон, Мэтью Генри Баркер написал в 1823 году для «Litterary Gazette» — «Greenwich Pensioners». 
С 1828 по 1841 год он редактировал печатный орган вигов «Nottingham Mercury» и в то же время написал для различных газет и других изданий целый ряд морских рассказов. Сюда относятся: «Land and sea tales», «Tough Yarns», «Hamilton king», «Jem Bunt», «The jolly-boat», «The life o f Nelson», «Nights at sea» и много других в прозе и стихах. Писал под псевдонимами «father Ambrose», «The Wanderer» и особенно «The old Sailor». 
Кроме того, он написал «The Naval Club, or reminiscences of service» (3 тома, Лондон, 1843) и «The victory, or the ward roommes» (3 тома, Лондон, 1844). 
Несмотря на хороший прием, которым были встречены его произведения читателями и критикой, Баркер умер в нищете (в Лондоне 29 июня 1846 года).